# Tây An
Tây An (tiếng Hoa: 西安; pinyin: Xī'ān; Wade-Giles: Hsi-An) là thành phố tỉnh lỵ tỉnh Thiểm Tây, Trung Quốc. Đây là thành phố trực thuộc tỉnh. Tây An là một trong 4 kinh đô trong lịch sử Trung Hoa, là kinh đô của 13 triều đại, bao gồm: nhà Chu, nhà Tần, nhà Hán và nhà Đường. Tây An cũng là điểm kết thúc phía đông của Con đường tơ lụa huyền thoại. Thành phố có lịch sử hơn 3100 năm với tên gọi trong thời đấy Tràng An hay Trường An (tiếng Hoa phồn thể: 長安; tiếng Hoa giản thể: 长安; pinyin: Cháng'ān; có nghĩa là "muôn đời bình yên"). Tây An là thành phố lớn nhất và phát triển nhất khu vực Tây Bắc và là một trong những thành phố lớn nhất Trung Quốc.

## Lịch sử
Nhà Chu lập đô tại Phong (灃/沣 Feng) và Cảo (鎬/镐 Hao) giữa cuối thế kỷ 11 và năm 770 trước Công nguyên. Cả hai địa điểm này đều nằm phía tây của Tây An.
Nhà Tần (221-206 trước Công nguyên) xây đô ở Hàm Dương, bờ bắc sông Hoài, sau đó bị Hạng Vũ cho thiêu rụi vào cuối đời nhà Tần.
Năm 202 trước Công nguyên: Lưu Bang, Hán Cao Tổ, thành lập thành Trường An làm kinh đô. Cung Trường Lạc (tiếng Hoa phồn thể: 長樂宮; tiếng Hoa giản thể: 长乐宫) được xây dựng dọc hai bên sông trên khu phế tích của thành nhà Tần. Đây được xem là ngày thành lập của thành phố Tây An.
200 trước Công nguyên: Lưu Bang cho xây Cung Vị Ương (未央宫) ở Trường An.
194 trước Công nguyên: Khởi công xây dựng tường thành đầu tiên của Tràng An. Thành dài 25,7 km, dày 12–16 m tại đáy, diện tích: 36 km².
Năm 190 sau Công nguyên: Nhà Đông Hán dời triều đình từ Tràng An đến Lạc Dương.
Năm 582: Hoàng đế nhà Tùy ra lệnh xây đô mới ở Đông Nam kinh đô nhà Hán, gọi là Đại Hưng (大興 Daxing). Thành gồm 3 phần: Cung điện, Tử Cấm Thành và khu vực dân cư. Diện tích trong thành: 84 km². Thành được đổi tên là Tràng An.
Thế kỷ thứ 7: Đường Tăng Tam Tạng lập một khu dịch thuật kinh khổng lồ để dịch Kinh Phật từ tiếng Phạn sang chữ Hán sau khi thỉnh kinh từ Ấn Độ về.
Năm 652: Xây dựng Tháp Đại Nhạn (大雁塔) cao 64 m dùng để chứa bản dịch Kinh phật của Đường Tăng Tam Tạng.
Tháp chuông Tây An 707: Thuộc Tháp Tiểu Nhạn (小雁塔) cao 45 m, sau trận động đất năm 1556, chiều cao giảm còn 43,4 m.
Năm 904: Kết thúc nhà Đường kéo theo sự phá hủy Trường An. Cư dân của thành bị lùa về Lạc Dương - kinh đô mới.
Năm 1370: Nhà Minh xây một thành mới nhỏ hơn (khoảng 12 km²), chu vi: 11,9 km, cao: 12 m và dày 15–18 m tại chân thành.
Tháng 10 năm 1911, trong thời kỳ cách mạng lật đổ nhà Thanh, những người Mãn Châu sống ở khu đông bắc trong thành đã bị thảm sát. Năm 1936, sự kiện Tây An đã diễn ra trong thành của thành phố trong nội chiến Trung Quốc. Sự kiện này đã khiến Quốc Dân Đảng và Đảng Cộng sản Trung Quốc thoả thuận đình chiến để tập trung đánh quân Nhật Bản.
Đây cũng là nơi có Phố Hồi giáo lớn. Nơi tham quan cho du khách nổi bật: Trường An Bát Cảnh (chữ Hán phồn thể: 長安八景; chữ Hán giản thể: 长安八景).
Những công trình kiến trúc cổ, những tự viện và chùa chiền đã bị phá hủy nghiêm trọng trong sự tàn phá của cuộc Cách mạng Văn hóa từ năm 1966 đến năm 1976.
Năm 1974, sau khi những người đào giếng tình cờ phát hiện ra đội quân đất nung thì Tây An một lần nữa lại nổi lên trên bản đồ quốc tế

## Phân chia hành chính
Thành phố phó tỉnh Tây An chia thành 11 quận và 2 huyện:
| Bản đồ | Bản đồ     | Bản đồ | Bản đồ       | Bản đồ          | Bản đồ                                  | Bản đồ       | Bản đồ       | Bản đồ       | Bản đồ       | Bản đồ       | Bản đồ       |              |
| --- | ---------- | ------ | ------------ | --------------- | --------------------------------------- | ------------ | ------------ | ------------ | ------------ | ------------ | ------------ | ------------ |
| 1 2 3 Bá Kiều Vị Ương Nhạn Tháp Diêm Lương Lâm Đồng Trường An Lam Điền Chu Chí Hộ Ấp Cao Lăng 1. Tân Thành 2. Bi Lâm 3. Liên Hồ |            |        |              |                 |                                         |              |              |              |              |              |              |              |
| Mã đơn vị hành chính | Việt       | Trung  | Bính âm      | Diện tích (km²) | Thủ phủ                                 | Mã bưu chính | Subdivisions | Subdivisions | Subdivisions | Subdivisions | Subdivisions | Subdivisions |
| Mã đơn vị hành chính | Việt       | Trung  | Bính âm      | Diện tích (km²) | Thủ phủ                                 | Mã bưu chính | Nhai đạo     | Trấn         | Khu dân cư   | Hương        |              |              |
| 610100 | Tây An     | 西安市 | Xī'ān Shì    | 10.096,81       | Vị Ương                                 | 710000       | 113          | 55           | 766          | 2984         |              |              |
| 610102 | Tân Thành  | 新城区 | Xīnchéng Qū  | 30,13           | Tây Nhất Lộ nhai đạo (西一路街道)       | 710000       | 9            |              | 105          |              |              |              |
| 610103 | Bi Lâm     | 碑林区 | Bēilín Qū    | 23,37           | Trương Gia Thôn nhai đạo (张家村街道)   | 710000       | 8            |              | 100          |              |              |              |
| 610104 | Liên Hồ    | 莲湖区 | Liánhú Qū    | 38,32           | Bắc Viện Môn nhai đạo (北院门街道)      | 710000       | 9            |              | 127          | 5            |              |              |
| 610111 | Bá Kiều    | 灞桥区 | Bàqiáo Qū    | 324,50          | Phưởng Chức Thành nhai đạo (纺织城街道) | 710000       | 9            |              | 40           | 223          |              |              |
| 610112 | Vị Ương    | 未央区 | Wèiyāng Qū   | 264,41          | Trương Gia Bảo nhai đạo (张家堡街道)    | 710000       | 12           |              | 114          | 147          |              |              |
| 610113 | Nhạn Tháp  | 雁塔区 | Yàntǎ Qū     | 151,44          | Tiểu Trại Lộ nhai đạo (小寨路街道)      | 710000       | 8            |              | 123          | 84           |              |              |
| 610114 | Diêm Lương | 阎良区 | Yánliáng Qū  | 244,55          | Phượng Hoàng Lộ nhai đạo (凤凰路街道)   | 710089       | 5            | 2            | 23           | 80           |              |              |
| 610115 | Lâm Đồng   | 临潼区 | Líntóng Qū   | 915,97          | Li Sơn nhai đạo (骊山街道)              | 710600       | 23           |              | 36           | 284          |              |              |
| 610116 | Trường An  | 长安区 | Cháng'ān Qū  | 1.588,53        | Vi Khúc nhai đạo (韦曲街道)             | 710100       | 25           |              | 47           | 659          |              |              |
| 610117 | Cao Lăng   | 高陵区 | Gāolíng Qū   | 285,03          | Lộc Uyển nhai đạo (鹿苑街道)            | 710200       | 3            | 3            | 8            | 88           |              |              |
| 610118 | Hộ Ấp      | 鄠邑区 | Hùyì Qū      | 1.279,42        | Cam Đình nhai đạo (甘亭街道)            | 710300       | 1            | 13           | 21           | 518          |              |              |
| 610122 | Lam Điền   | 蓝田县 | Lántián Xiàn | 2.005,95        | Lam Quan nhai đạo (蓝关街道)            | 710500       | 1            | 18           | 8            | 520          |              |              |
| 610124 | Chu Chí    | 周至县 | Zhōuzhì Xiàn | 2.945,20        | Nhị Khúc nhai đạo (二曲街道)            | 710400       | 1            | 19           | 14           | 376          |              |              |

## Địa lý
| Dữ liệu khí hậu của Tây An (1971–2000)                                   | Dữ liệu khí hậu của Tây An (1971–2000) | Dữ liệu khí hậu của Tây An (1971–2000) | Dữ liệu khí hậu của Tây An (1971–2000) | Dữ liệu khí hậu của Tây An (1971–2000) | Dữ liệu khí hậu của Tây An (1971–2000) | Dữ liệu khí hậu của Tây An (1971–2000) | Dữ liệu khí hậu của Tây An (1971–2000) | Dữ liệu khí hậu của Tây An (1971–2000) | Dữ liệu khí hậu của Tây An (1971–2000) | Dữ liệu khí hậu của Tây An (1971–2000) | Dữ liệu khí hậu của Tây An (1971–2000) | Dữ liệu khí hậu của Tây An (1971–2000) | Dữ liệu khí hậu của Tây An (1971–2000) |
| Tháng                                                                    | 1                                      | 2                                      | 3                                      | 4                                      | 5                                      | 6                                      | 7                                      | 8                                      | 9                                      | 10                                     | 11                                     | 12                                     | Năm                                    |
| ------------------------------------------------------------------------ | -------------------------------------- | -------------------------------------- | -------------------------------------- | -------------------------------------- | -------------------------------------- | -------------------------------------- | -------------------------------------- | -------------------------------------- | -------------------------------------- | -------------------------------------- | -------------------------------------- | -------------------------------------- | -------------------------------------- |
| Cao kỉ lục °C (°F)                                                       | 17.0 (62.6)                            | 24.1 (75.4)                            | 27.9 (82.2)                            | 33.6 (92.5)                            | 38.6 (101.5)                           | 41.8 (107.2)                           | 41.0 (105.8)                           | 40.0 (104.0)                           | 38.2 (100.8)                           | 33.7 (92.7)                            | 24.1 (75.4)                            | 21.6 (70.9)                            | 42.9 (109.2)                           |
| Trung bình ngày tối đa °C (°F)                                           | 4.8 (40.6)                             | 8.3 (46.9)                             | 13.9 (57.0)                            | 21.0 (69.8)                            | 26.1 (79.0)                            | 31.2 (88.2)                            | 32.1 (89.8)                            | 30.8 (87.4)                            | 25.3 (77.5)                            | 19.5 (67.1)                            | 12.2 (54.0)                            | 6.4 (43.5)                             | 19.3 (66.7)                            |
| Tối thiểu trung bình ngày °C (°F)                                        | −3.8 (25.2)                            | −1.1 (30.0)                            | 3.6 (38.5)                             | 9.5 (49.1)                             | 14.2 (57.6)                            | 19.2 (66.6)                            | 21.9 (71.4)                            | 20.9 (69.6)                            | 15.9 (60.6)                            | 9.9 (49.8)                             | 2.9 (37.2)                             | −2.5 (27.5)                            | 9.2 (48.6)                             |
| Thấp kỉ lục °C (°F)                                                      | −16 (3)                                | −18.7 (−1.7)                           | −6.6 (20.1)                            | −4 (25)                                | 5.0 (41.0)                             | 10.1 (50.2)                            | 15.2 (59.4)                            | 12.5 (54.5)                            | 5.4 (41.7)                             | −1.9 (28.6)                            | −12 (10)                               | −14.7 (5.5)                            | −20.6 (−5.1)                           |
| Lượng Giáng thủy trung bình mm (inches)                                  | 6.9 (0.27)                             | 9.6 (0.38)                             | 28.6 (1.13)                            | 43.0 (1.69)                            | 60.2 (2.37)                            | 54.4 (2.14)                            | 98.6 (3.88)                            | 70.8 (2.79)                            | 91.6 (3.61)                            | 59.9 (2.36)                            | 23.9 (0.94)                            | 5.8 (0.23)                             | 553.3 (21.79)                          |
| Số ngày giáng thủy trung bình (≥ 0.1 mm)                                 | 3.6                                    | 4.4                                    | 6.9                                    | 8.4                                    | 8.9                                    | 9.0                                    | 10.0                                   | 9.1                                    | 10.9                                   | 9.7                                    | 6.0                                    | 3.4                                    | 90.3                                   |
| Độ ẩm tương đối trung bình (%)                                           | 66                                     | 63                                     | 67                                     | 68                                     | 68                                     | 62                                     | 71                                     | 75                                     | 79                                     | 77                                     | 74                                     | 69                                     | 70                                     |
| Số giờ nắng trung bình tháng                                             | 100.8                                  | 103.2                                  | 120.8                                  | 147.9                                  | 171.4                                  | 185.3                                  | 191.9                                  | 195.4                                  | 127.0                                  | 111.1                                  | 98.4                                   | 92.8                                   | 1.646                                  |
| Phần trăm nắng có thể                                                    | 32                                     | 34                                     | 33                                     | 38                                     | 40                                     | 43                                     | 44                                     | 47                                     | 34                                     | 32                                     | 32                                     | 31                                     | 37                                     |
| Nguồn: China Meteorological Administration, all-time extreme temperature |                                        |                                        |                                        |                                        |                                        |                                        |                                        |                                        |                                        |                                        |                                        |                                        |                                        |

## Nhân khẩu
Cuối năm 2005, Tây An có dân số 8,07 triệu người, so với số liệu điều tra năm 2000, dân số đã tăng thêm 656.700 người từ con số 7,41 triệu người. Cơ cấu dân số gồm 51,66% nam giới và 48,34% nữ giới. Quận đông dân nhất là Nhạn Tháp, với 1,08 triệu dân.
Đa số dân Tây An là người Hán, chiếm 99,1% tổng dân số. Có khoảng 50.000 người thuộc các dân tộc thiểu số, gồm 80.000 người Hồi tập trung ở phố người Hồi, nơi có Nhà thờ Hồi giáo Tây An 1360 năm.

## Kinh tế
GDP năm 2005 là 127 tỷ Nhân dân tệ, GDP đầu người: 16.180 NDT (2.025 Đô la Mỹ) xếp thứ 39 trong 659 thành phố của Trung Quốc. Tây An là một thành phố công nghiệp và phát triển lớn nhất Tây Bắc Trung Quốc. Tây An cũng là nơi thu hút vốn FDI lớn nhất trong số các thành phố miền Tây Trung Quốc.

## Giao thông
Đường sắt
Tây An có một nhà ga chính: Nhà ga Tây An. Các nhà ga khác là Nhà ga Tây Tây An, Nhà ga Đông Tây An, Nhà ga Sanmincun, Nhà ga Fangzhicheng, Nhà ga Bắc Tây An. Tây An là trung tâm mạng lưới đường sắt.
Hàng không
Sân bay quốc tế Hàm Dương Tây An, nằm ở phía Tây Bắc thành phố Tây An thuộc thành phố Hàm Dương, có cự ly 47 km từ trung tâm của Tây An, cách trung tâm thành phố Hàm Dương 13 km. Đây là sân bay chính của Tây An. Đây là sân bay lớn nhất vùng Tây Bắc Trung Quốc. Các hãng hàng không Chang'an Airlines, China Eastern Airline là hãng hàng không chính ở Tây An. Các tuyến bay quốc tế gồm: Bangkok, Fukuoka, Hong Kong, Osaka, Pusan, Sapporo và Singapore.
Xe buýt công cộng
Có hơn 200 tuyến xe buýt ở Tây An.
Tàu điện ngầm
Tuyến đầu tiên của dự án xây dựng tàu điện ngầm đã bắt đầu vào năm 2009.
Hiện tại đang xây dựng dọc theo đường Trường An, là tuyến đường tàu điện ngầm đầu tiên ở thành phố này, có 6 tuyến, hoàn thành năm 2020.

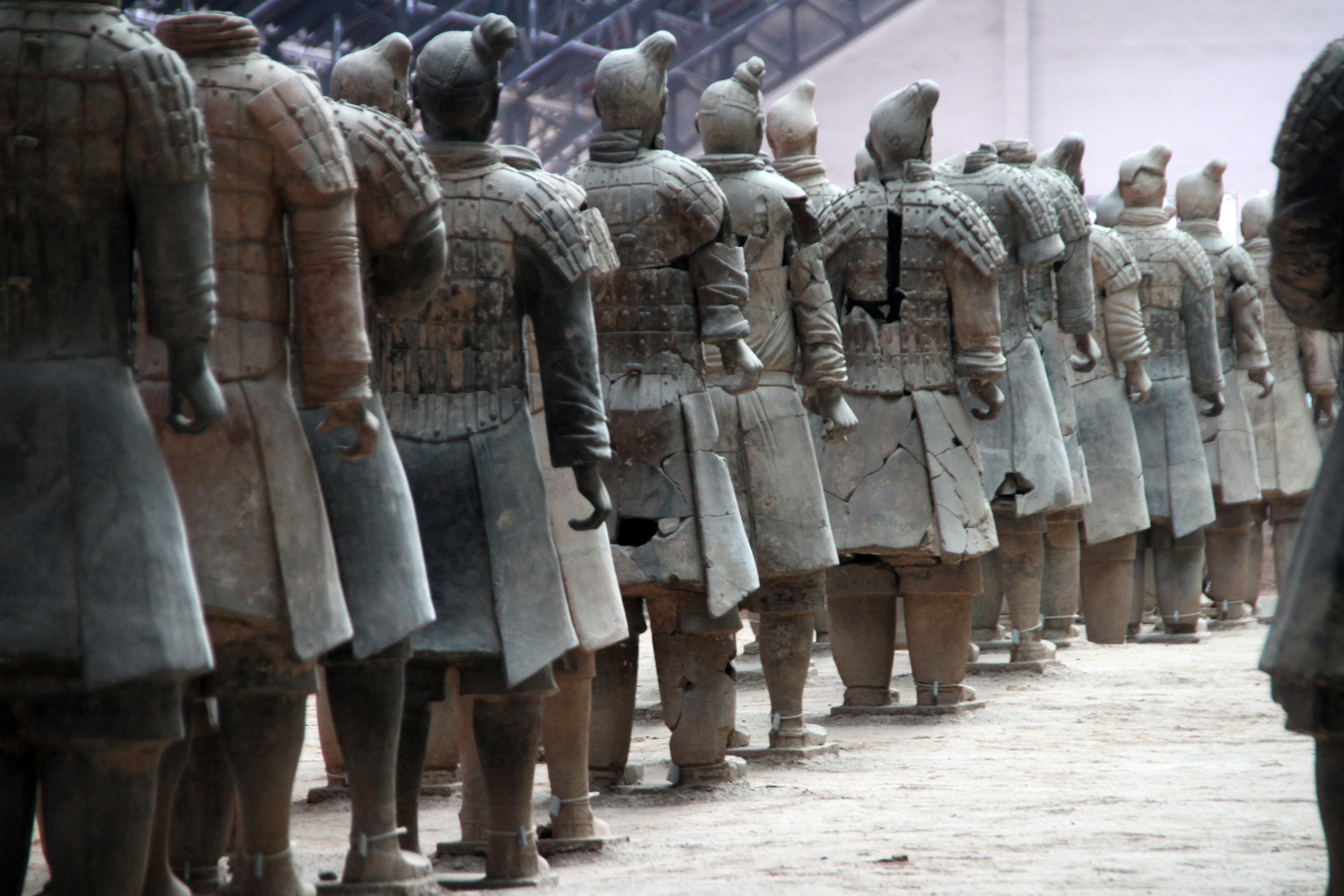
Lăng mộ Tần Thủy Hoàng
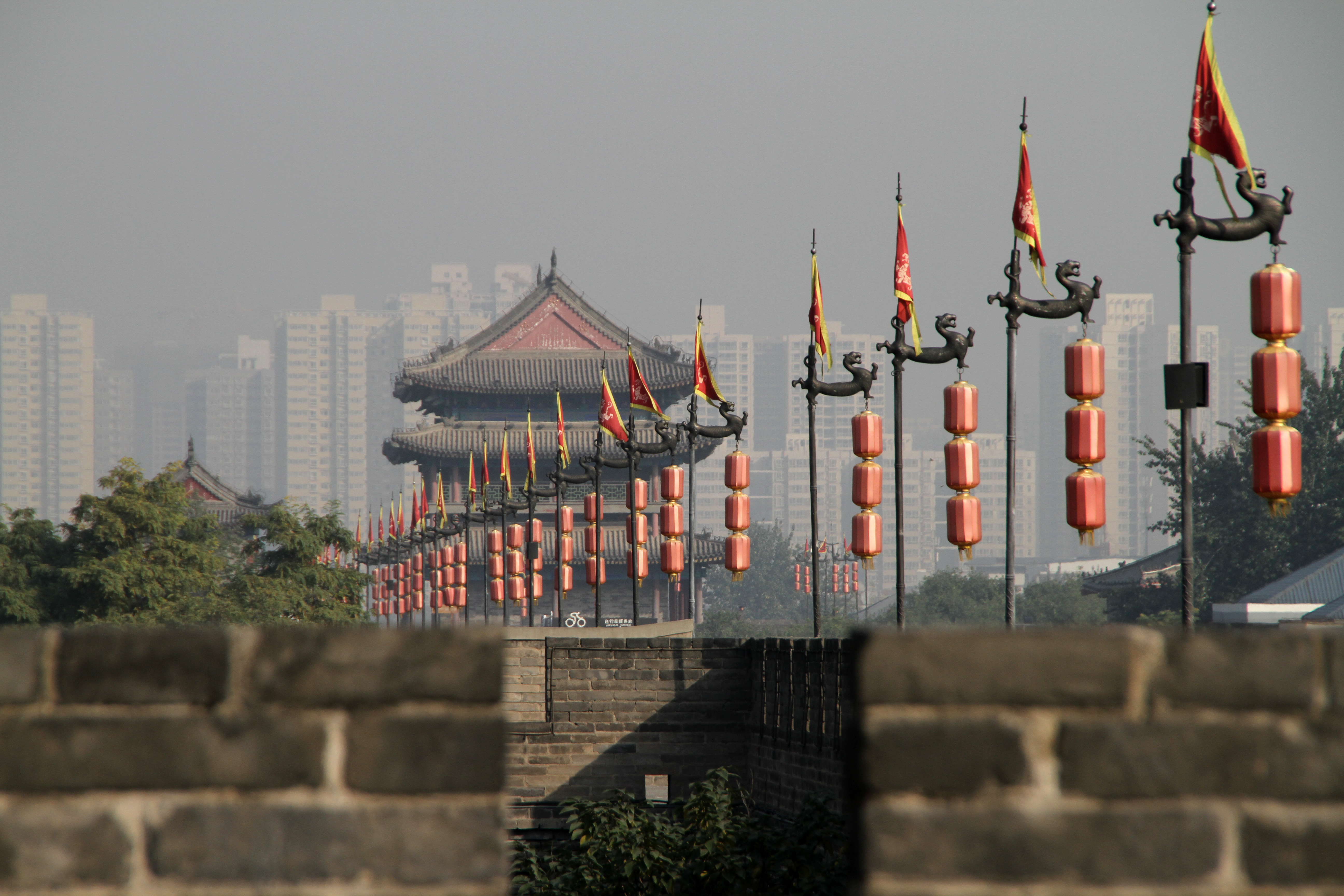
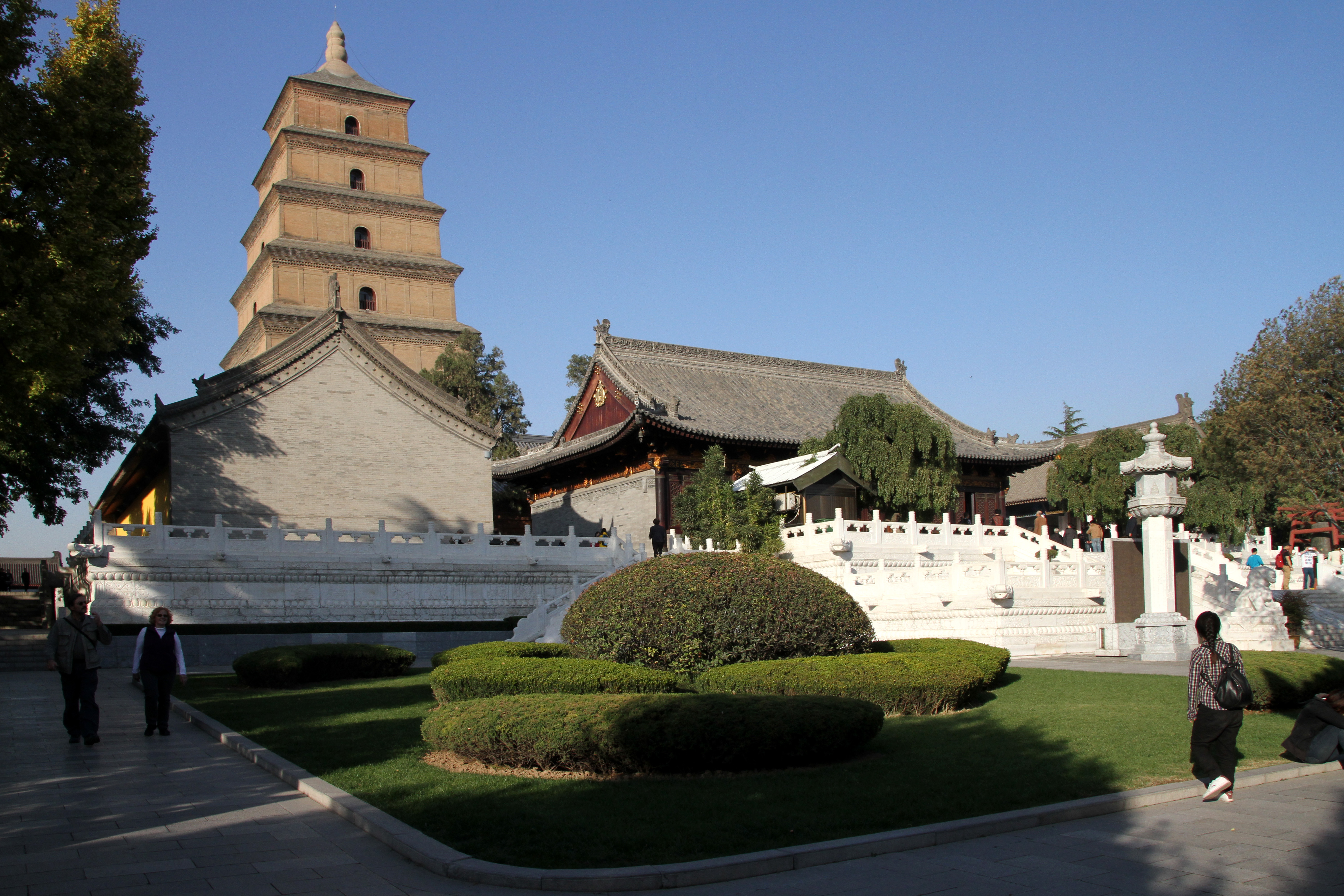
Tháp Đại Nhạn
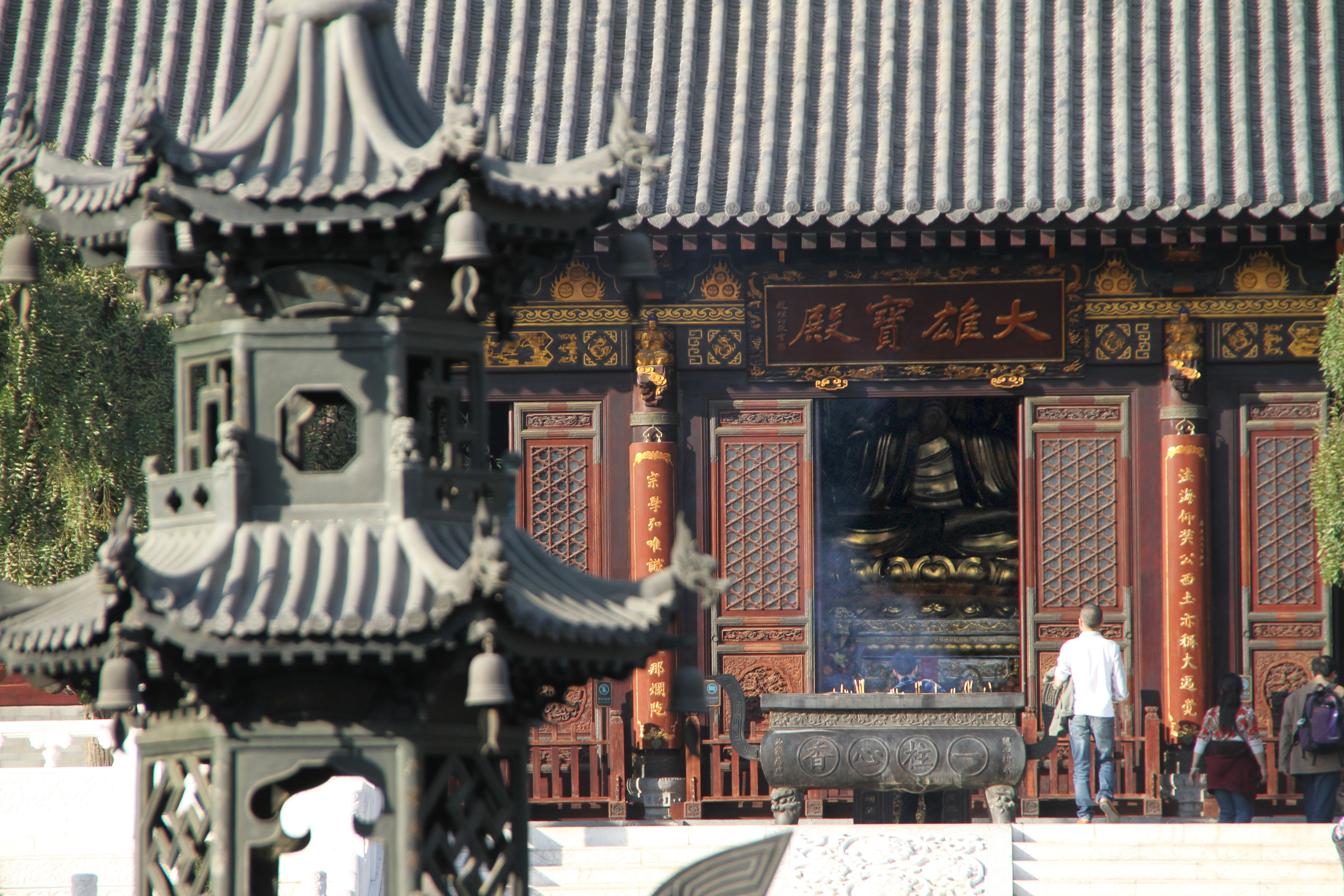
Tháp Đại Nhạn
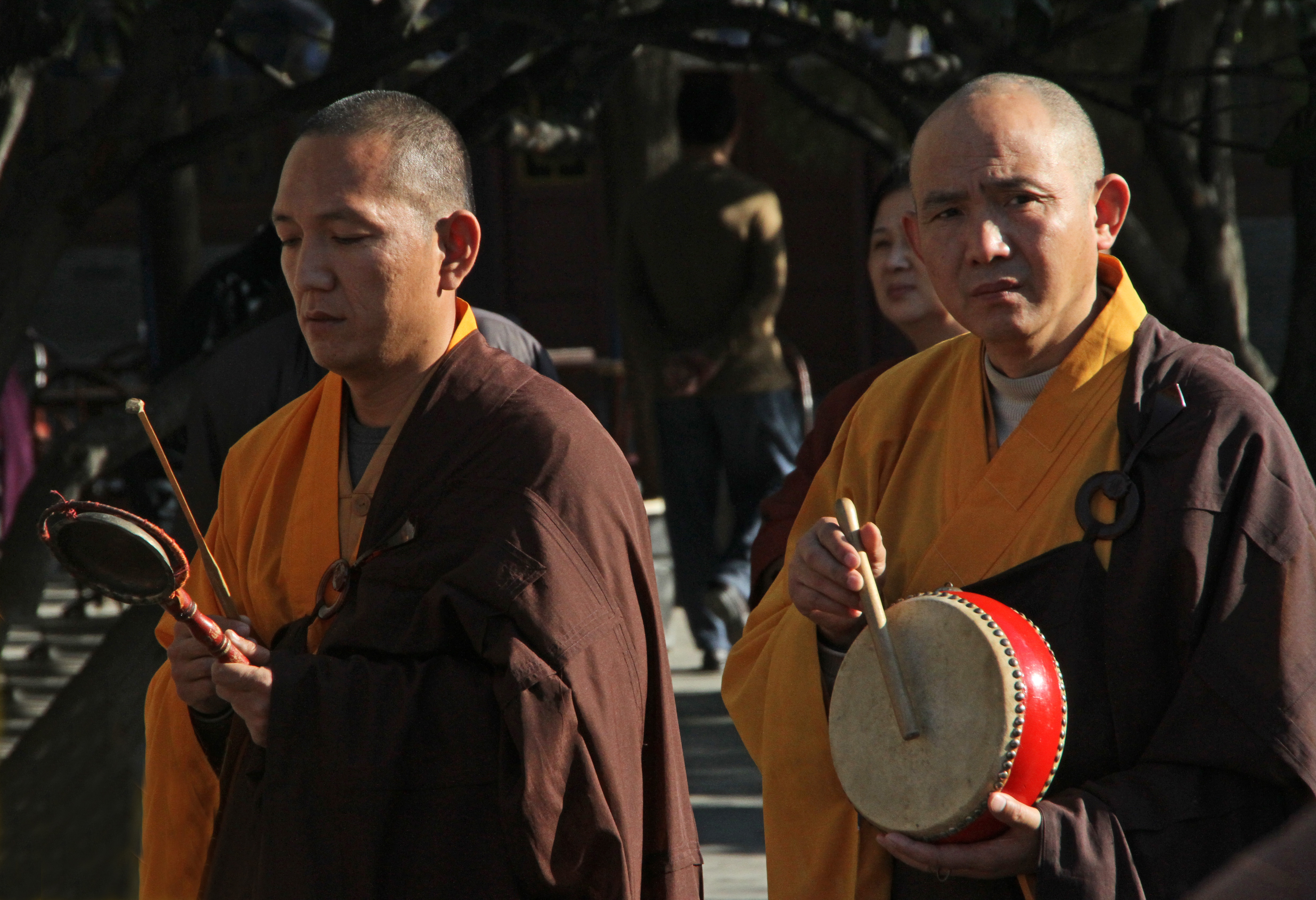
Tháp Đại Nhạn
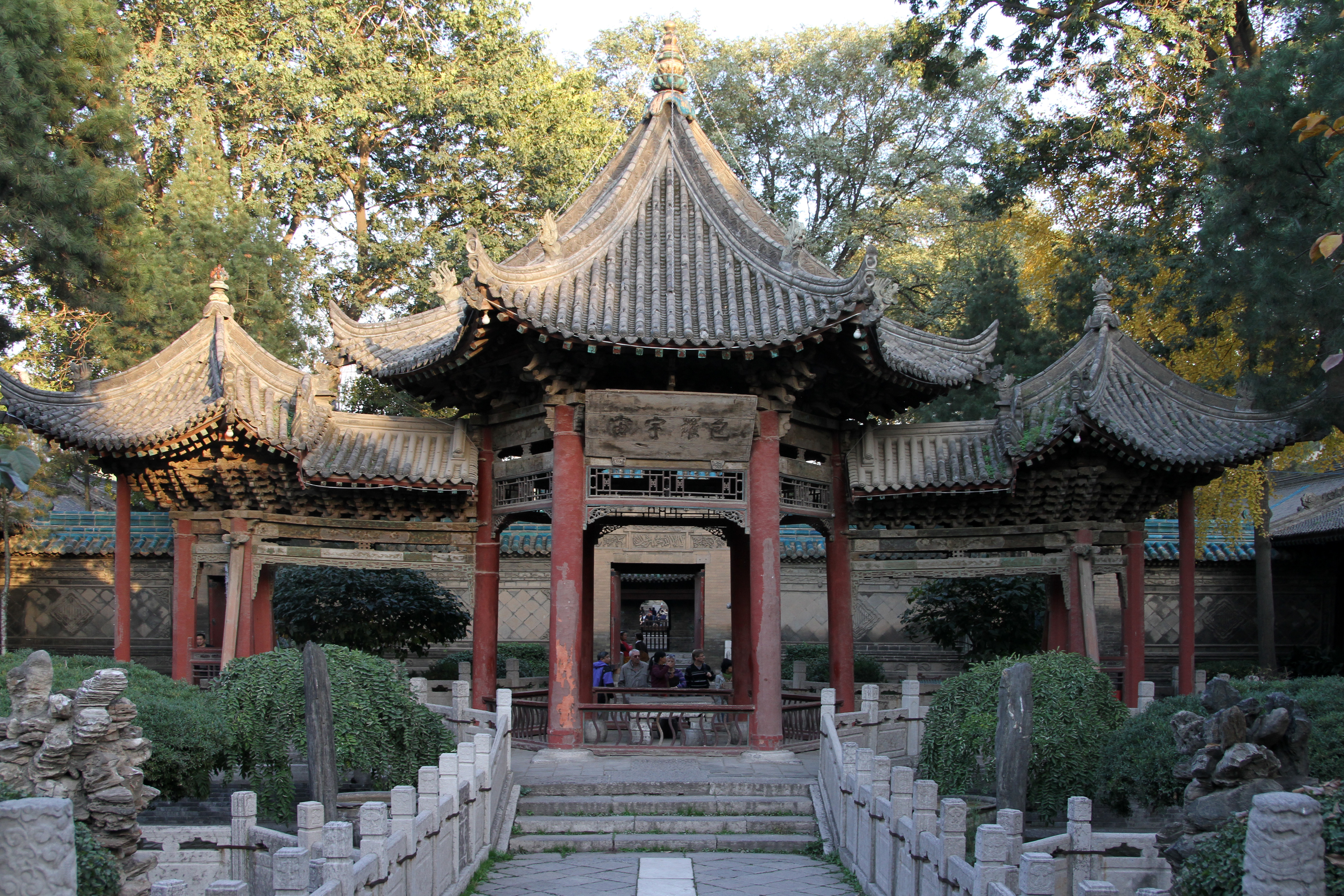
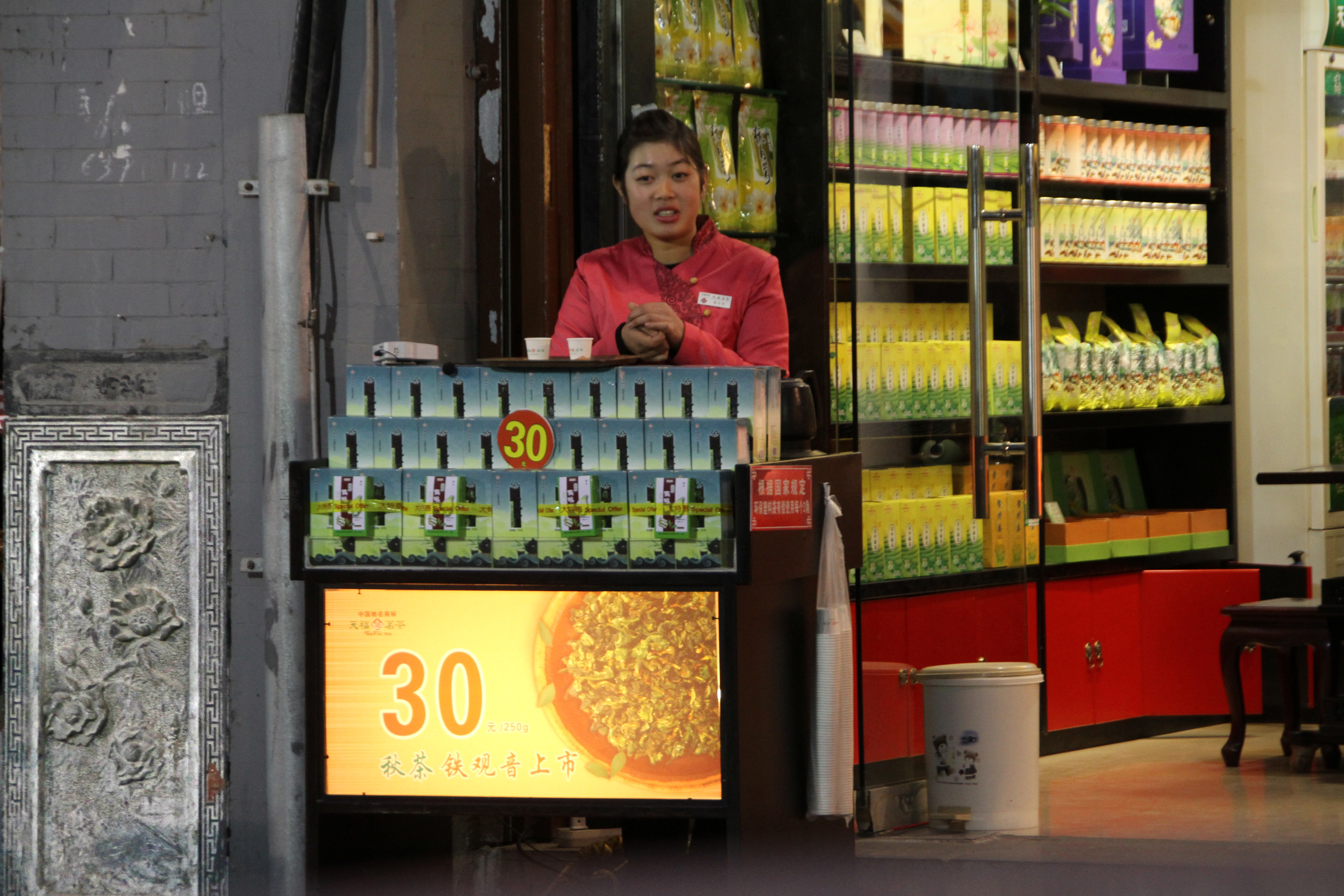
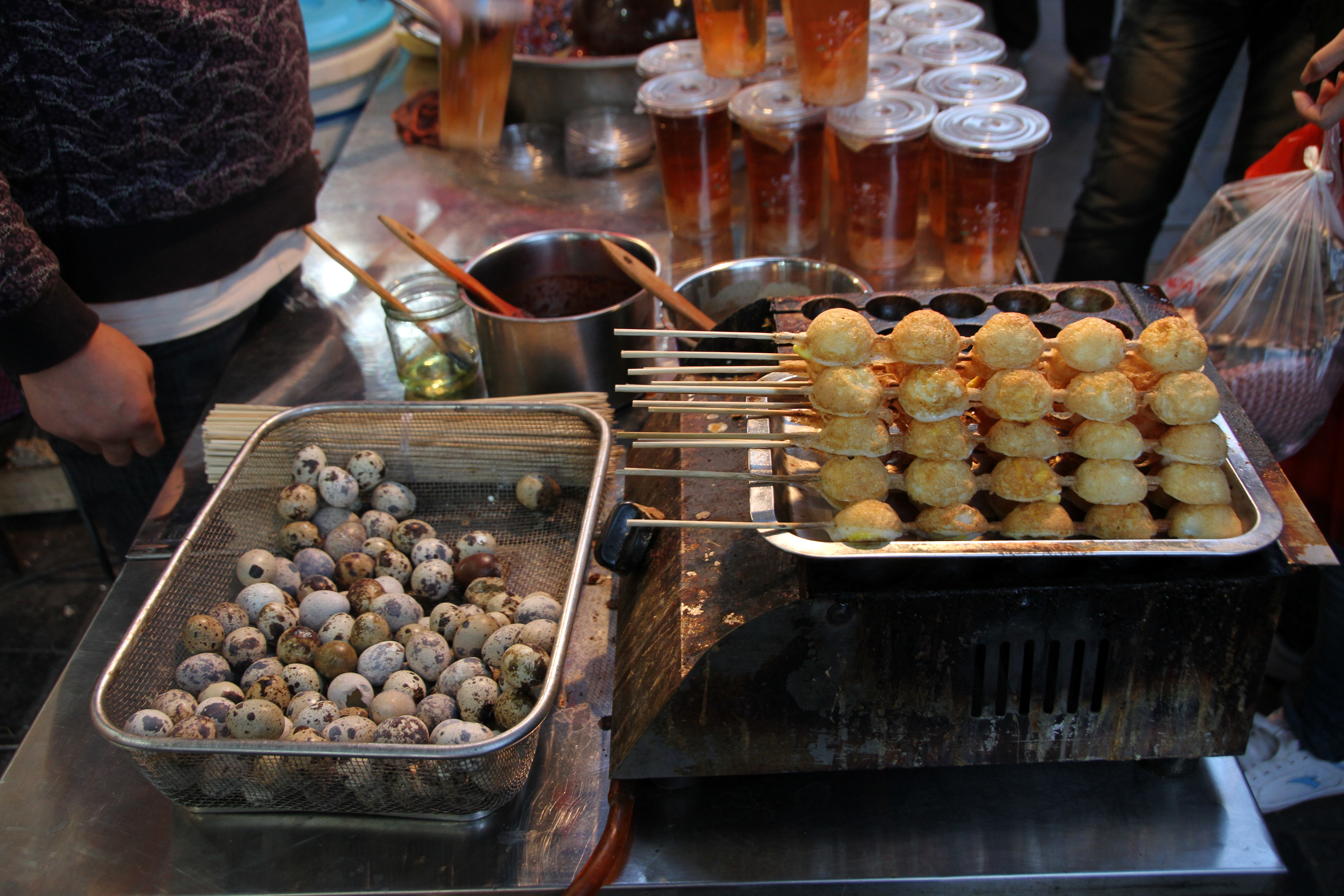